# Центральнофриульский диалект

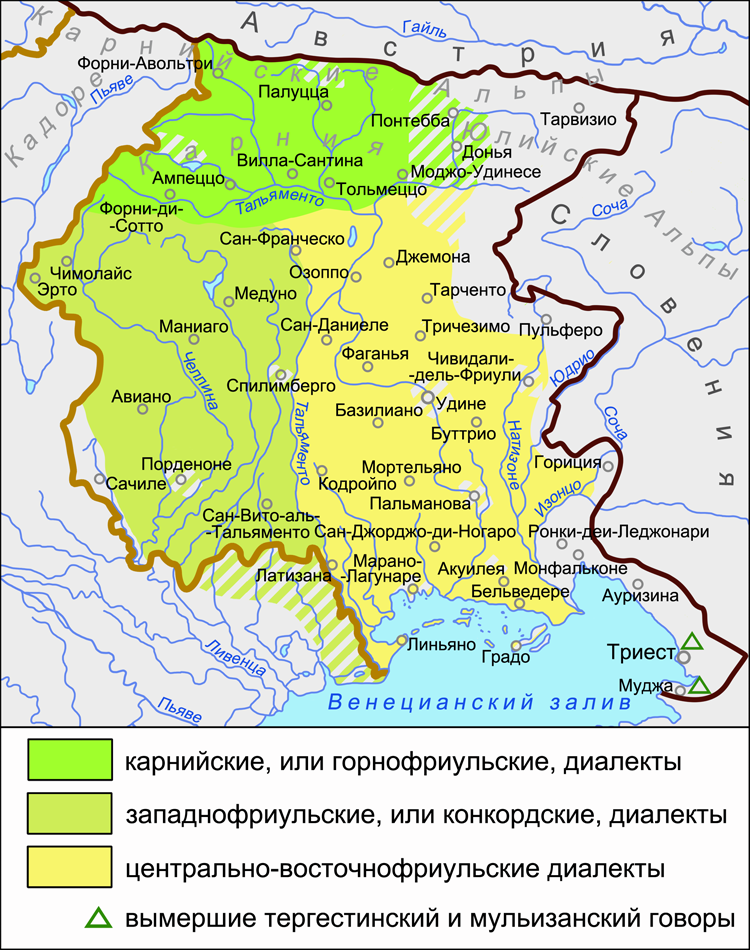
Центрально-восточный фриульский ареал, бо́льшую часть которого занимает территория центральнофриульского диалекта, на карте распространения диалектов фриульского языка

Центральнофриу́льский диале́кт (фриул. furlan centrâl, итал. friulano centrale) — один из диалектов центрально-восточной фриульской диалектной группы, распространённый в центральной и юго-восточной частях области Фриули — Венеция-Джулия в Италии. В отличие от остальных диалектов центрально-восточного фриульского ареала, горицианского и юго-восточного тальяментского, центральнофриульский характеризуется сравнительно большой диалектной дробностью и охватом значительной по площади территории.
Центральнофриульский диалектный регион является центром формирования фриульской письменности — литературно-письменная традиция на говорах Чивидали и Удине восходит к XIV веку. Койне города Удине (центральное койне) в настоящее время играет важнейшую роль в процессах формирования языковой нормы фриульского языка, на нём издаётся периодика, ведётся школьное обучение, создаются литературные произведения.

## Классификация
Согласно классификациям Дж. Франческато и Дж. Фрау, в ареале центральнофриульского диалекта выделяются следующие говоры:
- общие центральнофриульские говоры (comune) — в средней части центральнофриульского ареала, исключая анклав говоров города Удине;
- говоры среднего течения реки Тальяменто (del Medio Tagliamento) — в северной части центральнофриульского ареала;
- восточно-предальпийские говоры (prealpino orietale) — в северо-восточной части центральнофриульского ареала;
- говоры коллинаре чентрале (collinare centrale) — к югу от ареала говоров среднего течения реки Тальяменто и к северу от ареала общих центральнофриульских говоров;
- удинские — говоры города Удине и его окрестностей (udinese) — образуют анклав внутри ареала общих центральнофриульских говоров;
- чивидальские — говоры города Чивидали и его окрестностей (cividalese) — в восточной части центральнофриульского ареала;
- центрально-южные говоры (centromeridionale) — в южной части центральнофриульского ареала.

Говоры городов Удине и Чивидали выделяются среди остальных центральнофриульских говоров наличием большого числа языковых новообразований.

## Ареал
Область распространения центральнофриульского диалекта размещена в центральных и юго-восточных районах Фриули на территории от предгорьев Альп на севере до побережья Адриатического моря на юге, и от реки Тальяменто на западе до города Гориции на востоке. Данная область охватывает большую часть центрально-восточного фриульского ареала, в неё не входят только небольшие ареалы на юго-западе и юго-востоке, занимаемые ареалами юго-восточного тальяментского и горицианского диалектов. Согласно современному административно-территориальному делению Италии, говоры центральнофриульского диалекта размещаются в центральной и южной частях провинции Удине области Фриули — Венеция-Джулия.
С запада, севера и юго-востока центральнофриульский ареал окружён ареалами других фриульских диалектов: с юго-запада к нему примыкает ареал говоров юго-восточного тальяментского диалекта, с запада — ареал западнофриульских диалектов, с севера — ареал карнийских диалектов, с юго-востока — ареал горицианского диалекта. На востоке область распространения центральнофриульского диалекта граничит с ареалом словенского языка.
В южной части центральнофриульского ареала, на побережье Венецианского залива наряду с фриульскими говорами распространены говоры венетского языка, в частности говор города Марано.
Среди части жителей крупных населённых пунктов центральнофриульского ареала (Удине, Чивидали, Червиньяно и других) сохраняется венецианский диалект колониального типа, вытесняемый в настоящее время итальянским языком.

## Диалектные особенности
К числу основных диалектных особенностей центральнофриульского диалекта относят:
- наличие оппозиции долгих и кратких гласных — в горицианском диалекте данная оппозиция отсутствует[11];
- развитие долгих монофтонгов среднего подъёма в закрытом слоге на месте гласных народной латыни[12]:
  - *e: pe:s «вес», pe:l «волосы»;
  - *ɛ: pi:t «нога», si:r «сыворотка»;
  - *ɔ: fu:k «огонь», ku:r «сердце»;
  - *o: vo:s «голос», flo:r «цветок»;
- переход *ɔ перед сочетанием согласных в wi (pwint «мост») в отличие от горицианского и юго-восточного тальяментского punt[13];
- сохранение согласных фонем k’ и g’ (k’an «собака», g’at «кот»); t͡ʃ и d͡ʒ (t͡ʃink «пять», d͡ʒi:r «круг») за исключением говоров Удине и Чивидале, а также центрально-южных говоров, в которых эти согласные изменились в t͡ʃ и d͡ʒ; t͡s, s и d͡z, z (t͡ʃan, d͡ʒat; t͡sink, sink, d͡zi:r, zi:r''), подобные изменения произошли в горицианском и юго-восточном тальяментском диалектах[14];
- распространение у имён существительных женского рода единственного числа окончаний -e, в горицианском — -a[15] и т. д.